# Waśkino (obwód kurgański)
Waśkino (ros. Васькино) – wieś (dieriewnia) w Rosji, w obwodzie kurgańskim, w rejonie celinnym. W 2010 liczyła 18 mieszkańców.